# Maud Elfsiö
Maud Elfsiö, född Eriksson 7 juli 1940 i Solna församling, är en svensk skådespelare.
Elfsiö debuterade 1957 i Prästen i Uddarbo och kom att medverka i totalt sju produktioner fram till 1961. Hon spelade sommarrevy hos Rune Ek i Uppsala ett antal år på 1960-talet.
Elfsiö var gift med skådespelaren Sune Mangs i slutet av 1960- och början av 1970-talen. Hon utvandrade till Danmark 1972.

## Filmografi
- 1957 – Prästen i Uddarbo
- 1958 – Körkarlen
- 1958 – Nära livet
- 1958 – Fridolf sticker opp!
- 1959 – Fridolfs farliga ålder
- 1960 – Torget
- 1961 – Svenska flickor i Paris